# Бахр-Юсуф
Бахр-Юссеф  (араб. بحر يوسف «канал Йосипа»), — канал, що з'єднує річку Ніл з Фаюмською оазою, Єгипет. В доісторичні часи русло каналу було природним відгалуженням від Нілу, який створив озеро на заході під час високих паводків. Близько 2300 до Р.Х., було облаштовано канал, який було розширено та поглиблено при Аменемхет IV 12 династії створивши Мерідове озеро. Канал був побудований по природньопохилій долині, 15 км в довжину і 5 м завглибшки, з нахилом у Фаюмську депресію. Канал контролювався Ха-Уар греблею, фактично це було дві греблі, які регулювали потік води в озеро, і з Нілу. Але починаючи з 230 року до Р.Х. озеро зазнає усихання.
Цей канал, що прямує в озеро, мав служити трьом цілям: боротьба з повінню Нілу, регулювати рівень води в Нілі під час сухого сезону, і збільшити обсяги сільгоспвиробництва в околицях Мерідового озера.
Каналом зрошується терен площею 1,700 км²

## Ресурси Інтернету
- The Hydraulics of Open Channel Flow: An Introduction